# Raúl Cascais (Schiff)
Die NRP Raúl Cascais war ursprünglich ein 1918 in Dienst gestelltes Minensuchboot der Kaiserlichen Marine mit der Bezeichnung FM 19. 1922 erhielt Portugal das Boot, wo es erst als Fähre, ab 1924 als Fischereischutzboot diente, bis es 1937 abgewrackt wurde.

## Bau und technische Daten
Das Boot des Typs Flachgehendes Minensuchboot wurde 1918 für die Kaiserliche Marine auf der Werft der Tecklenborg-Werft in Geestemünde unter Baunummer 308 auf Kiel gelegt. Der Stapellauf erfolgte als FM 19 am 23. Februar 1918, die Auslieferung und Indienststellung fand am 14. März 1918 statt. Das Boot war 43,00 Meter lang, 6,00 Meter breit und wies einen Tiefgang von 1,68 Metern auf. Die Konstruktionsverdrängung betrug 170 Tonnen, die maximale 193 Tonnen. Der Antrieb bestand aus zwei 3-Zylinder dreifach-Expansionsmaschinen, die 600 PS erzielten und auf zwei Schrauben wirkten. Damit erreichte sie 14,0 Knoten. Die Reichweite betrug 650 Seemeilen bei 14 Knoten. Als Bewaffnung war ein 88-mm-Geschütz installiert. Die Besatzung bestand aus einem Offizier und 60 Mannschaften.

## Geschichte

### FM 19in der Kaiserlichen und Vorläufigen Reichsmarine
Nach der Indienststellung am 14. März 1918 war FM 19 eines der wenigen Boote, die noch im aktiven Minensuchdienst Verwendung fand und zudem in der U-Bootschule eingesetzt wurde. Nach Ende des Krieges übernahm die Vorläufige Reichsmarine das Boot nicht: Da dieser Bootstyp aufgrund seiner schlechten Seeeigenschaften nur begrenzt einsetzbar war, musterte die Reichsmarine alle Boote des Typs im Rahmen der Abrüstung zeitig aus und gab dem Minensuchboot 1916 den Vorzug. 
Sie musste das Boot 1922 als Kriegsentschädigung an Portugal abgeben und ließ es für die Übergabe auf der Hansawerft in Tönning noch umbauen.

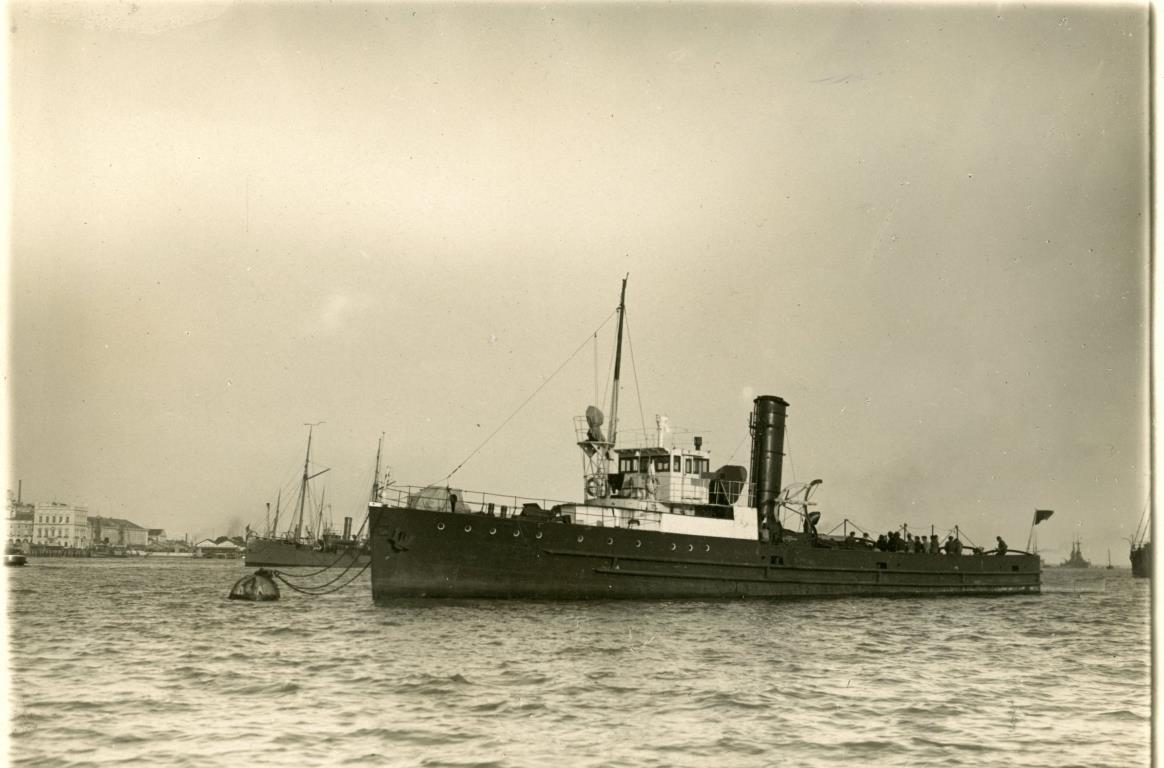
Raúl Cascais 1922 auf dem Tajo

### Portugiesische Fähre und KanonenbootRaúl Cascais
Für Portugal war die ehemalige FM 19, das einzige deutsche Schiff, das das Land als Entschädigung erhielt. Daneben wurden Portugal noch sechs österreichische Torpedoboote zugesprochen, die dort als Ave-Klasse bezeichnet wurden. In Portugal angekommen erhielt das Schiff den Namen Raúl Cascais. Leutnant Raúl Alexandre Cascais war Kommandant des ersten Schiffes, das die portugiesische Marine im Ersten Weltkrieg verlor: Sein Hilfsminensucher Roberto Ivens lief am 26. Juli 1917 südlich von Lissabon auf eine von UC 54 gelegte Mine, wobei Raúl Cascais mit 15 der 24 Besatzungsmitgliedern starb. Das Schiff nahm am 26. Oktober 1922 den Dienst als Fähre auf dem Tejo auf, wozu weitergehende Informationen fehlen.
Zwei Jahre später übernahm die portugiesische Marine das Schiff und klassifizierte es als Kanonenboot. Es erhielt als Bewaffnung ein 47-mm-Geschütz und ein Maschinengewehr. Die Besatzung bestand nunmehr aus 40 Offizieren und Mannschaften. Am 13. Oktober 1924 stellte die Marine es als NRP Raúl Cascais und der Kennung RC in Dienst und setzte es für den Fischereischutz ein. Auch über diese Zeit ist wenig überliefert. Am 4. September 1936 stellte sie das Boot außer Dienst, im folgenden Jahr wurde es abgewrackt.